# Saison 2 d'American Wives
Chronologie
Saison 1 Saison 3
Cet article présente le guide des épisodes de la deuxième saison du feuilleton télévisé American Wives (Army Wives).

## Épisodes

### Épisode 1:Plus que le silence
- États-Unis : 8 juin 2008
- France : 8 juillet 2010
- Québec : 19 janvier 2010 sur Historia[1]

- États-Unis : 4,52 millions de téléspectateurs[2] (première diffusion)

- Richard Bryant (Jeremy Sherwood)
- Jake Johnson (Lucas Moran)
- Kim Allen (Amanda Holden)
- Katelyn Pippy (Emmalin Holden)
- Chloe Taylor (Katie Moran)
- Luke Bartelme (T.J. LeBlanc)
- John White Jr. (Finn LeBlanc)
- Patricia French (Betty Camden)

### Épisode 2:Milieu hostile
- États-Unis : 15 juin 2008
- France : 9 juillet 2010
- Québec : 20 janvier 2010

- États-Unis : 4,20 millions de téléspectateurs[3] (première diffusion)

- Terry Serpico (Maj. Frank Sherwood)
- Jeremy Davidson (Chase Moran)
- Jake Johnson (Lucas Moran)
- Patricia French (Betty Camden)
- Katelyn Pippy (Emmalin Holden)
- Chloe Taylor (Katie Moran)
- Luke Bartelme (T.J. LeBlanc)
- John White Jr. (Finn LeBlanc)

### Épisode 3:Le Messager
- États-Unis : 22 juin 2008
- France : 9 juillet 2010
- Québec : 21 janvier 2010

- États-Unis : 3,75 millions de téléspectateurs[4] (première diffusion)

- Bill Cobbs (Harry)
- Jeremy Davidson (Chase Moran)
- Jake Johnson (Lucas Moran)
- David Call (Mac)
- Katelyn Pippy (Emmalin Holden)
- Chloe Taylor (Katie Moran)
- Luke Bartelme (T.J. LeBlanc)
- John White Jr. (Finn LeBlanc)
- Patricia French (Betty Camden)

### Épisode 4:Nouvelle Habitudes
- États-Unis : 29 juin 2008
- France : 12 juillet 2010
- Québec : 22 janvier 2010

- États-Unis : 3,84 millions de téléspectateurs[5] (première diffusion)

- Terry Serpico (Maj. Frank Sherwood)
- Seamus Dever (Dr. Chris "Getty" Ferlinghetti)
- Patricia French (Betty Camden)
- Katelyn Pippy (Emmalin Holden)
- Luke Bartelme (T.J. LeBlanc)
- John White Jr. (Finn LeBlanc)

### Épisode 5:Le Retour du héros
- États-Unis : 6 juillet 2008
- France : 12 juillet 2010
- Québec : 23 janvier 2010

- États-Unis : 3,79 millions de téléspectateurs[6] (première diffusion)

- Terry Serpico (Maj. Frank Sherwood)
- Seamus Dever (Dr. Chris "Getty" Ferlinghetti)
- Catherine Dyer (en) (Lt. Col. Margaret Riley)
- Dan Lauria (Sgt. James Favreau)
- Matthew Glave (Evan Connor)
- Patricia French (Betty Camden)
- Luke Bartelme (T.J. LeBlanc)
- John White Jr. (Finn LeBlanc)

### Épisode 6:Mère et Soldat
- États-Unis : 13 juillet 2008
- France : 13 juillet 2010
- Québec : 25 janvier 2010

- États-Unis : 3,55 millions de téléspectateurs[7] (première diffusion)

- Terry Serpico (Maj. Frank Sherwood)
- Seamus Dever (Dr. Chris "Getty" Ferlinghetti)
- Katelyn Pippy (Emmalin Holden)
- Catherine Dyer (en) (Lt. Col. Margaret Riley)
- Stephen J. Cannell (Jack Faraday)
- Matthew Glave (Evan Connor)
- Patricia French (Betty Camden)
- Clare Carey (Carol Duncan)
- Carrie Cottingham (Sarah Duncan)

### Épisode 7:Branle-bas de combat
- États-Unis : 20 juillet 2008
- France : 13 juillet 2010
- Québec : 26 janvier 2010

- États-Unis : 3,65 millions de téléspectateurs[8] (première diffusion)

- Richard Bryant (Jeremy Sherwood)
- Jeremy Davidson (Chase Moran)
- Seamus Dever (Dr. Chris "Getty" Ferlinghetti)
- Katelyn Pippy (Emmalin Holden)
- Kelly Collins-Lintz (Carla Wright)
- Njerma Williams (Stewart Michaels)
- Patricia French (Betty Camden)
- Matthew Glave (Evan Connor)
- Adam Boyer (Steve Wright)

### Épisode 8:Loyauté
- États-Unis : 27 juillet 2008
- France : 15 juillet 2010
- Québec : 27 janvier 2010

- États-Unis : 3,60 millions de téléspectateurs[9] (première diffusion)

- Jeremy Davidson (Chase Moran)
- Seamus Dever (Dr. Chris "Getty" Ferlinghetti)
- Katelyn Pippy (Emmalin Holden)
- Misti Traya (Jessica)
- Ana Ortiz (Sandy)
- Kelly Collins-Lintz (Carla Wright)

### Épisode 9:Rôle de composition
- États-Unis : 3 août 2008
- France : 15 juillet 2010
- Québec : 28 janvier 2010

- États-Unis : 4,18 millions de téléspectateurs[10] (première diffusion)

- Terry Serpico (Maj. Frank Sherwood)
- Jeremy Davidson (Chase Moran)
- Richard Bryant (Jeremy Sherwood)
- Seamus Dever (Dr. Chris "Getty" Ferlinghetti)
- Katelyn Pippy (Emmalin Holden)
- Jesse Swenson (Quinn McDonald)
- Tawny Cypress (Brenda Foyle)
- Matthew Glave (Evan Connor)

### Épisode 10:Incident de parcours
- États-Unis : 10 août 2008
- France : 16 juillet 2010
- Québec : 29 janvier 2010

- États-Unis : 3,40 millions de téléspectateurs[11] (première diffusion)

- Terry Serpico (Maj. Frank Sherwood)
- Richard Bryant (Jeremy Sherwood)
- Seamus Dever (Dr. Chris "Getty" Ferlinghetti)
- Katelyn Pippy (Emmalin Holden)
- Tawny Cypress (Brenda Foyle)
- Matthew Glave (Evan Connor)
- Leah Hughes (Morgan Doss)
- Luke Bartelme (T.J. LeBlanc)
- John White Jr. (Finn LeBlanc)

### Épisode 11:Mères et Épouses
- États-Unis : 17 août 2008
- France : 16 juillet 2010
- Québec : 30 janvier 2010

- Terry Serpico (Maj. Frank Sherwood)
- Richard Bryant (Jeremy Sherwood)
- Marsha Mason (Charlotte Meade)
- Katelyn Pippy (Emmalin Holden)
- Sam Jones III (Jake Tate)
- Luke Bartelme (T.J. LeBlanc)
- John White Jr. (Finn LeBlanc)

### Épisode 12:Au secours!
- États-Unis : 24 août 2008
- France : 19 juillet 2010
- Québec : 1er février 2010

- États-Unis : 3,85 millions de téléspectateurs[12] (première diffusion)

- Terry Serpico (Maj. Frank Sherwood)
- Richard Bryant (Jeremy Sherwood)
- Marsha Mason (Charlotte Meade)
- Katelyn Pippy (Emmalin Holden)
- Len Cariou (Randall Meade)
- Jake Johnson (Lucas Moran)
- Chloe Taylor (Katie Moran)
- Luke Bartelme (T.J. LeBlanc)
- John White Jr. (Finn LeBlanc)

### Épisode 13:Paradis autorisés
- États-Unis : 14 septembre 2008
- France : 19 juillet 2010
- Québec : 2 février 2010

- États-Unis : 4,13 millions de téléspectateurs[13] (première diffusion)

- Terry Serpico (Maj. Frank Sherwood)
- Richard Bryant (Jeremy Sherwood)
- Alex Fernandez (Paolo Ruiz)
- Katelyn Pippy (Emmalin Holden)
- Matthew Glave (Evan Connor)
- Jake Johnson (Lucas Moran)
- Chloe Taylor (Katie Moran)
- Luke Bartelme (T.J. LeBlanc)
- John White Jr. (Finn LeBlanc)

### Épisode 14:Immunité
- États-Unis : 21 septembre 2008
- France : date inconnue
- Québec : 3 février 2010

- États-Unis : 4,37 millions de téléspectateurs[14] (première diffusion)

- Terry Serpico (Maj. Frank Sherwood)
- Alex Fernandez (Paolo Ruiz)
- Pablo Schreiber (Tim)
- Donna Biscoe (Alison Lyall)
- Jake Johnson (Lucas Moran)
- Chloe Taylor (Katie Moran)
- Luke Bartelme (T.J. LeBlanc)
- John White Jr. (Finn LeBlanc)

### Épisode 15:Écoute et partage
- États-Unis : 5 octobre 2008
- Québec : 4 février 2010

- États-Unis : 3,32 millions de téléspectateurs[15] (première diffusion)

- Jeremy Davidson (Chase Moran)
- Jake Johnson (Lucas Moran)
- Chloe Taylor (Katie Moran)
- Katelyn Pippy (Emmalin Holden)
- Mayte Garcia (Jennifer Connor)
- Novella Nelson (Vivian Burton)

### Épisode 16:Sacrifices
- États-Unis : 12 octobre 2008
- Québec : 5 février 2010

- Jeremy Davidson (Chase Moran)
- Patricia French (Betty)
- Richard Bryant (Jeremy Sherwood)
- Paul Wesley (Logan Atwater)
- Katelyn Pippy (Emmalin Holden)
- Rumer Willis (Rene Talbott)
- Matthew Glave (Evan Connor)
- Novella Nelson (Vivian Burton)
- Mayte Garcia (Jennifer Connor)

### Épisode 17:Lâcher prise
- États-Unis : 19 octobre 2008
- Québec : 6 février 2010

- États-Unis : 3,36 millions de téléspectateurs[16] (première diffusion)

- Richard Bryant (Jeremy Sherwood)
- Paul Wesley (Logan Atwater)
- Katelyn Pippy (Emmalin Holden)
- Kelly Hu (Jordanna Davis)
- Matthew Glave (Evan Connor)
- Gigi Rice (Marta Brooks)
- Mayte Garcia (Jennifer Connor)
- David Call (Mac)
- Jake Johnson (Lucas Moran)
- Chloe Taylor (Katie Moran)
- Luke Bartelme (T.J. LeBlanc)
- John White Jr. (Finn LeBlanc)

### Épisode 18:Adieux et Retrouvailles
- États-Unis : 26 octobre 2008
- Québec : 8 février 2010

- Terry Serpico (Maj. Frank Sherwood)
- Paul Wesley (Logan Atwater)
- Katelyn Pippy (Emmalin Holden)
- Kelly Hu (Jordanna Davis)
- Matthew Glave (Evan Connor)
- Gigi Rice (Marta Brooks)
- Frankie Faison (General Baxter)
- David Call (Mac)
- Jake Johnson (Lucas Moran)
- Chloe Taylor (Katie Moran)
- Luke Bartelme (T.J. LeBlanc)
- John White Jr. (Finn LeBlanc)

### Épisode 19:L'Appel du devoir
- États-Unis : 2 novembre 2008
- Québec : 9 février 2010[17]

- États-Unis : 3,94 millions de téléspectateurs[18] (première diffusion)

- Terry Serpico (Maj. Frank Sherwood)
- Richard Bryant (Jeremy Sherwood)
- Jeremy Davidson (Chase Moran)
- Katelyn Pippy (Emmalin Holden)
- Matthew Glave (Evan Connor)
- Ivan Sergei (Colin Richards)
- Jake Johnson (Lucas Moran)
- Chloe Taylor (Katie Moran)
- Luke Bartelme (T.J. LeBlanc)
- John White Jr. (Finn LeBlanc)
- Mayte Garcia (Jennifer Connor)